# Kurt Hamrin
Kurt Roland Hamrin (født 19. november 1934 i Stockholm, Sverige, død 4. februar 2024) var en svensk fodboldspiller (kantspiller), der mellem 1953 og 1965 spillede 32 kampe og scorede 17 mål for Sveriges landshold. Han deltog blandt andet ved VM 1958 på hjemmebane. Her spillede han alle svenskernes kampe i turneringen, og scorede fire mål undervejs for holdet, der endte med at vinde sølv efter finalenederlag til Brasilien.
På klubplan spillede Hamrin størstedelen af sin karriere i Italien, hvor han tilbragte hele ni år Fiorentina, og også repræsenterede andre storhold, blandt andet Juventus og AC Milan. Han vandt det italienske mesterskab med Milan og to udgaver af pokalturneringen Coppa Italia med Fiorentina. I hjemlandet repræsenterede han AIK, og i 1955 blev han topscorer i Allsvenskan.

## Titler
Serie A
- 1968 med AC Milan

Coppa Italia
- 1961 og 1966 med Fiorentina